# Rehnenhof-Wetzgau
 (janvier 2024).
Si vous disposez d'ouvrages ou d'articles de référence ou si vous connaissez des sites web de qualité traitant du thème abordé ici, merci de compléter l'article en donnant les références utiles à sa vérifiabilité et en les liant à la section « Notes et références ».
Rehnenhof-Wetzgau est un quartier de Schwäbisch Gmünd dans le Bade-Wurtemberg et combine différents types d'habitations. Alors que Wetzgau est un village classique avec un centre-ville médiéval, Rehnenhof est une ville satellite moderne du XXe siècle.

## Entreprises

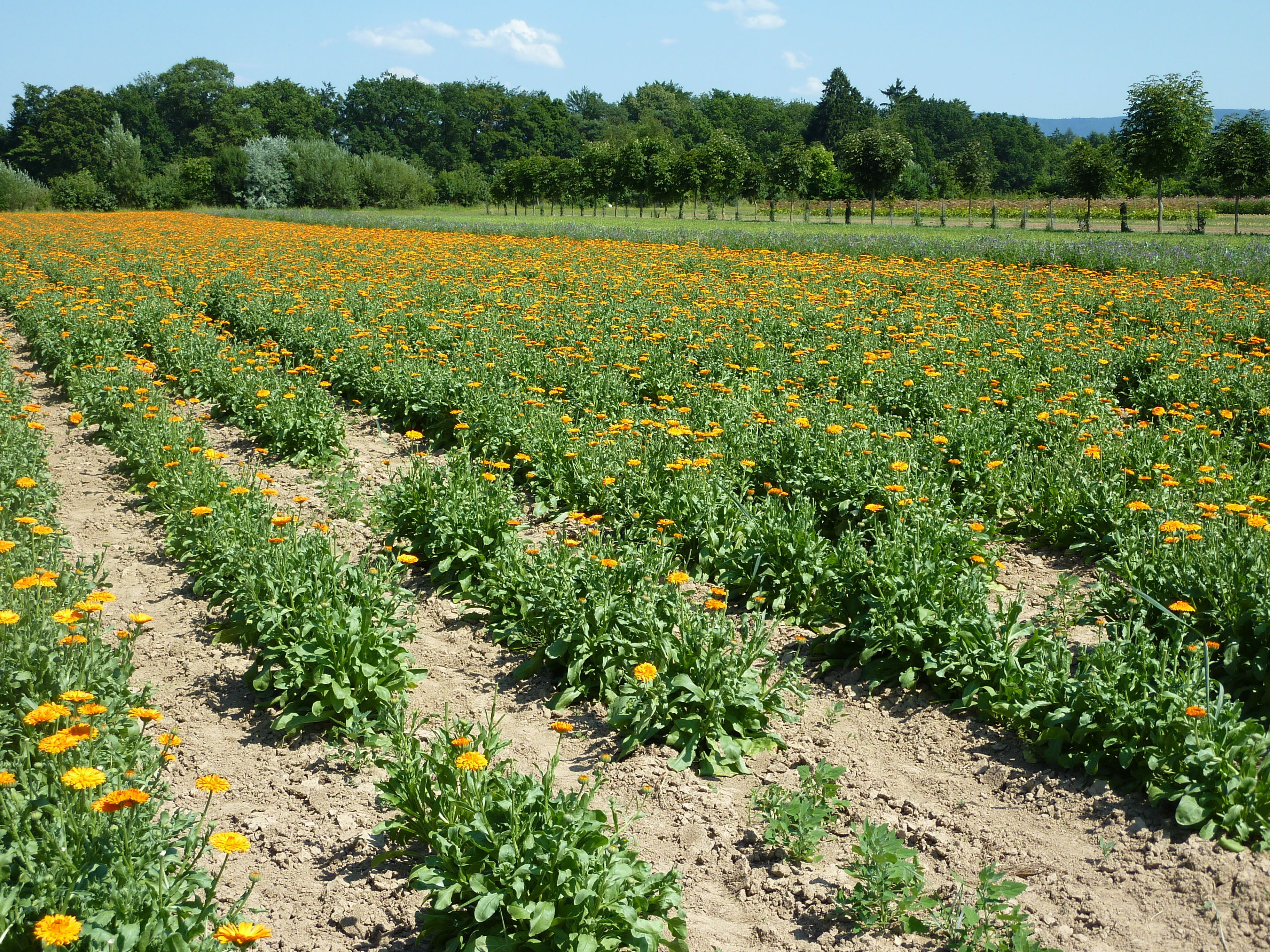
Jardin de guérison de Weleda à Rehnenhof-Wetzgau.

La zone commerciale Im Spagen abrite plusieurs entreprises.
Les  jardins de guérison (Heilgärten) et le centre de visiteurs de Weleda AG se trouvent à Wetzgau. 

## Culture et sites touristiques

### Espaces verts

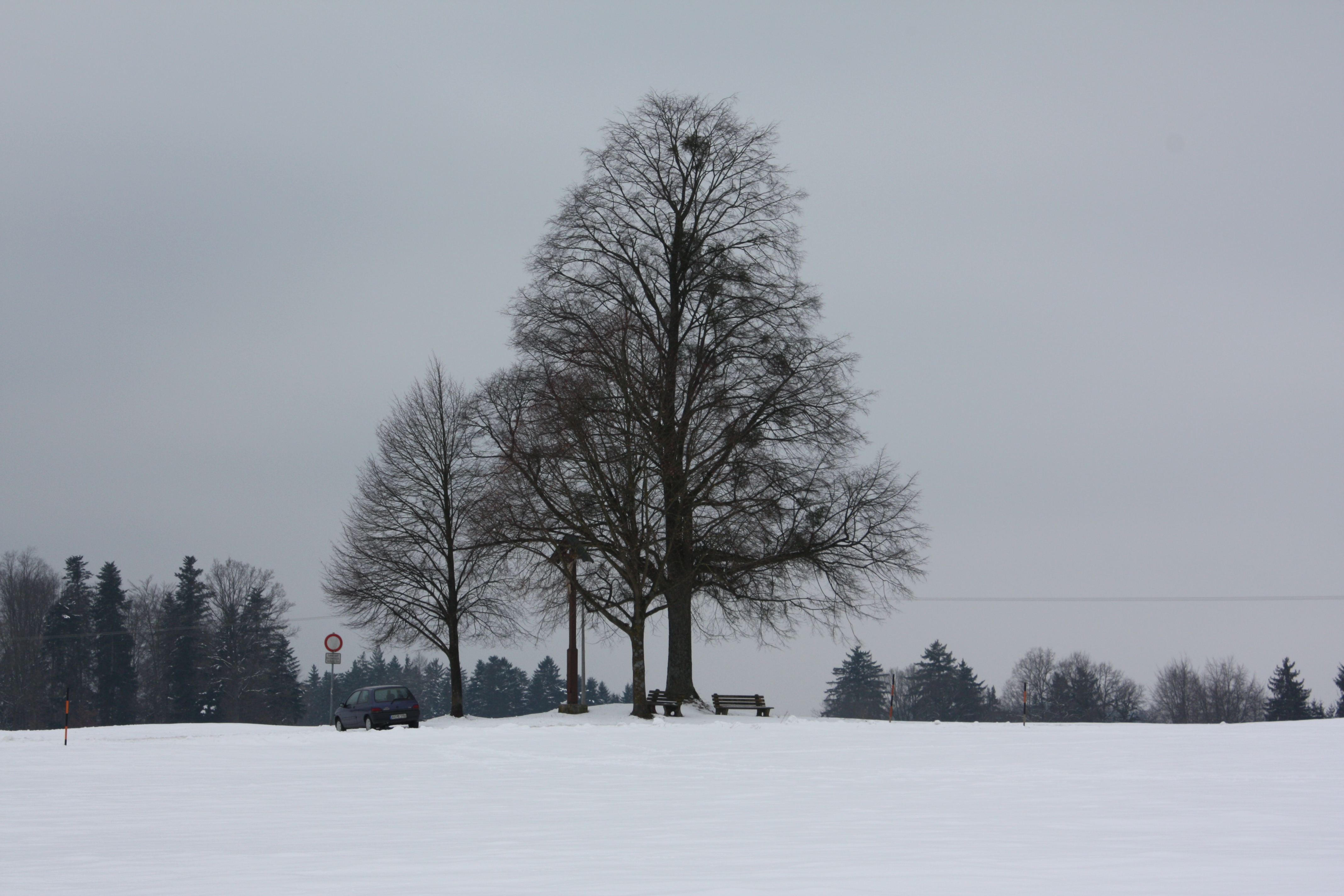
Les Kolomanlinden.

Le quartier jouxte directement la zone de loisirs locale Taubental, une zone forestière mixte proche de la ville comportant le sentier forestier aventure Naturatum long de 2.5 km.
Dans le cadre du Landesgartenschau 2014, en collaboration avec la société pharmaceutique et cosmétique Weleda, 1,8 million d'euros ont été investis sur le sentier entre les jardins de guérison et Rehnenhof dans le parc paysager Wetzgau-Ouest,.